# Línea (medida)

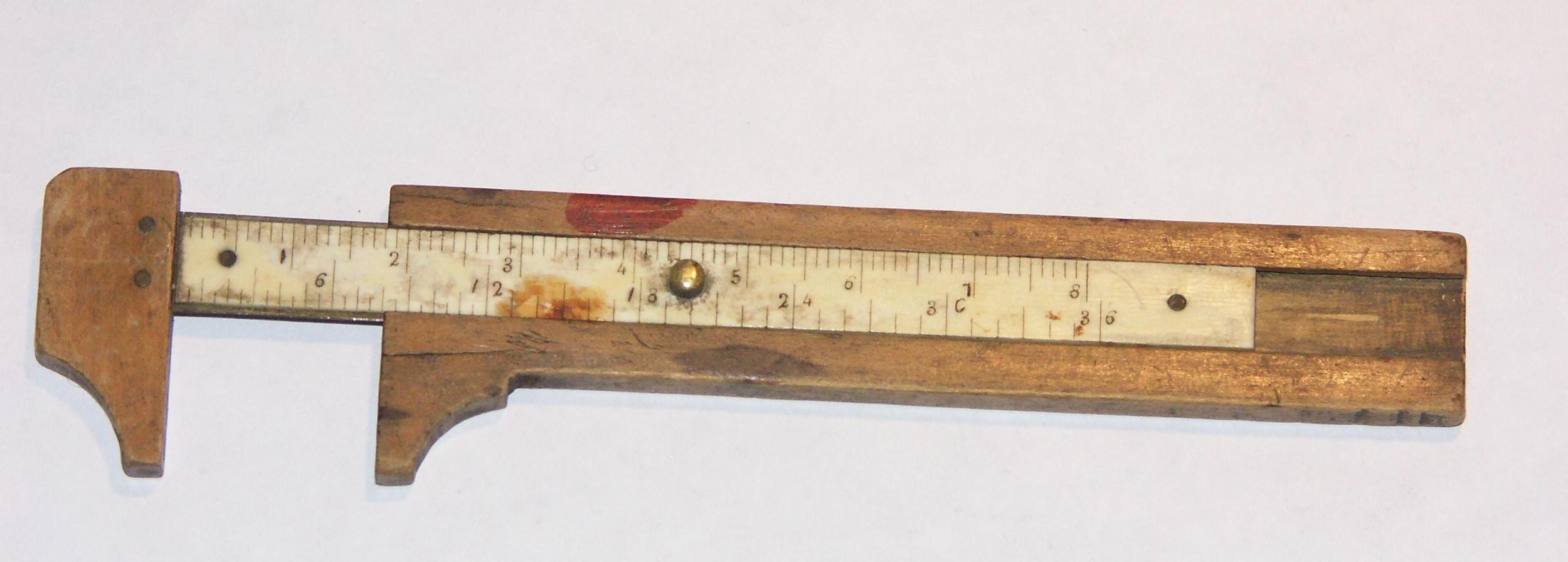
Antiguo pie de rey con doble graduación (cm y líneas parisinas)

Medida de longitud antigua, que es la doceava parte de una pulgada, por lo que depende de la pulgada de que se trate.
Según el DRAE una línea es una Medida longitudinal que equivale a cerca de dos milímetros.

## Medidas de Castilla
La línea es la doceava parte de una pulgada y, por lo tanto, 1⁄144 de un pie castellano. Como la vara de Castilla es 0,835905 m y una vara tiene 3 pies, la línea es equivalente a 1,934965 mm.

## Medidas francesas (de París)
Como la castellana, la línea (ligne en francés) es la doceava parte de una pulgada y, por lo tanto, 1⁄144 de un pie de París, es decir, en este caso es igual a 2,255877 mm.
El 17 de julio de 1790 desde Córdoba, el gobernador Rafael de Sobre Monte informa a Josef Francisco de Amigorena, Comandante de Armas de Mendoza (hoy Argentina) que: "en la orden que comuniqué a Usted para el alistamiento de milicias, excluyendo los Pardos, los casados con indias o mujeres de baja esfera, y demás que se expresan, se padeció la equivocación de juzgar el "pie de los cinco" que a lo menos debe tener cada hombre de estatura por la tercia del país; y notando que ésta es menor que el pie de París a que debe arreglarse la medida de la talla, incluyo la dimensión del referido pie, para que por ella, se cuenten los cinco y de ahí en adelante las pulgadas que van señaladas en él".

## Sistema anglosajón
La línea del sistema anglosajón vale hoy exactamente 2,116 mm.